# Game Boy Camera

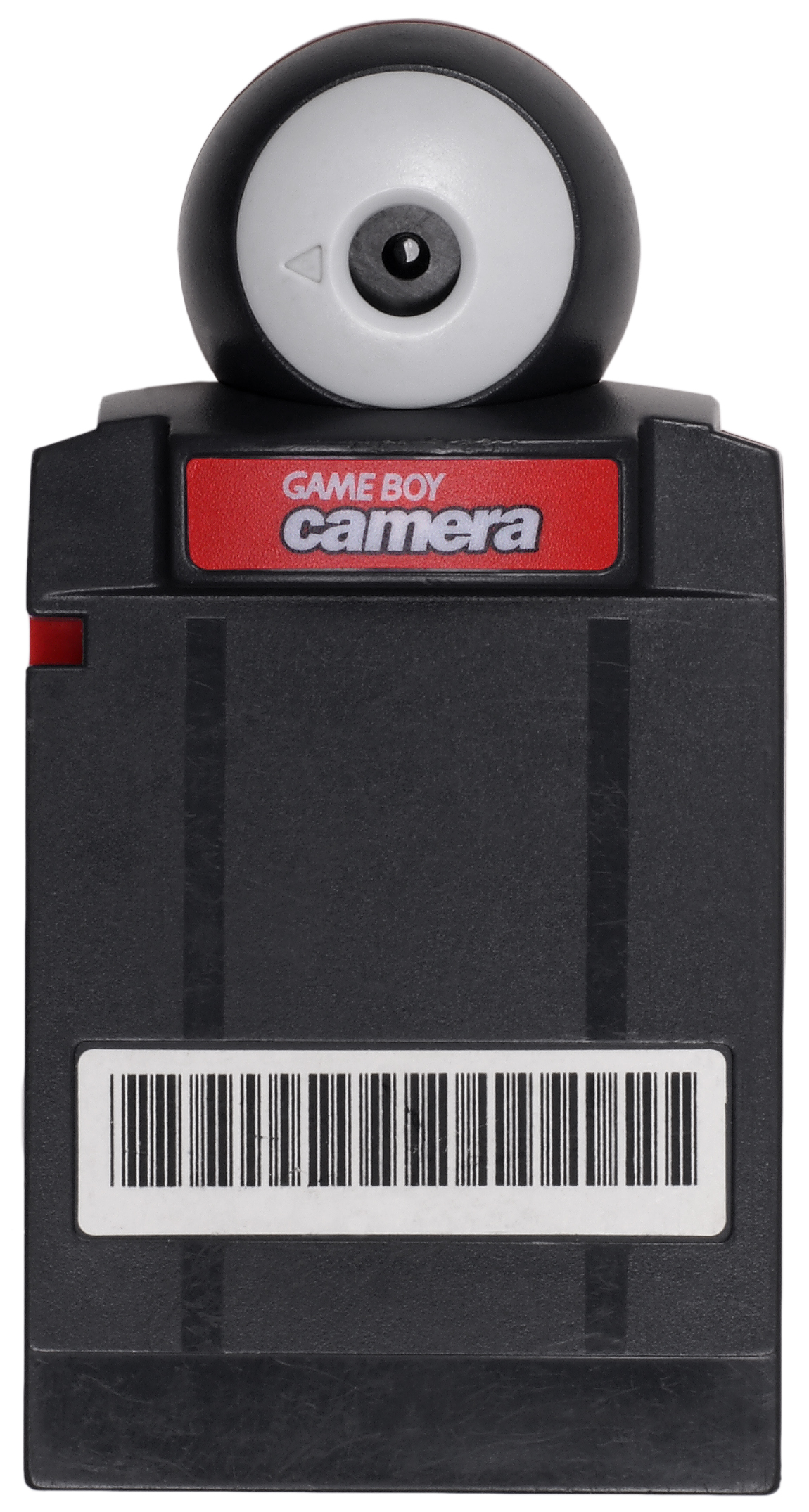
Game Boy Camera

Game Boy Camera, i Japan känd som Pocket Camera (ポケットカメラ?), är ett Nintendo-tillbehör från 1998 till den bärbara spelkonsolen Game Boy. Den är även kompatibel med Game Boy Pocket, Game Boy Color, Super Game Boy och Game Boy Advance. Kameran kan ta enkla, gryniga, svart-vita bilder med hjälp av Game Boy-konsolens färgpalett på fyra färger. Det går att med Game Boy Printer, en skrivare till Game Boy, skriva ut bilder som tagits med Game Boy Camera.
Game Boy Camera finns i fem olika standardfärger: blå, grön, röd, gul och genomskinlig lila. Den sistnämnda släpptes dock enbart i Japan. Det fanns också en begränsad upplaga som var guldfärgad och baserad på Nintendo 64-spelet The Legend of Zelda: Ocarina of Time, och som enbart såldes i USA via tidningen Nintendo Power.